# 涅梅爾切
48°40′28″N 27°43′23″E / 48.67444°N 27.72306°E
涅梅爾切（烏克蘭語：Немерче），是烏克蘭的村落，位於該國西南部文尼察州，由莫希利夫-波季利斯基區負責管轄，始建於1728年，面積1.5平方公里，海拔高度262米，2001年人口809。